# دانشگاه خودگردان بارسلونا
دانشگاه خودگردان بارسلونا (Universitat Autònoma de Barcelona - UAB) یکی از معتبرترین و پیشروترین دانشگاه‌های اسپانیاست که در سال ۱۹۶۸ تأسیس شده و در نزدیکی شهر بارسلونا قرار دارد. این دانشگاه دولتی است اما استقلال علمی و اداری بالایی دارد (به همین دلیل به آن «خودگردان» گفته می‌شود). دانشگاه خودگردان بارسلونا (Universitat Autònoma de Barcelona - UAB) یکی از معتبرترین دانشگاه‌های اسپانیا است که در رتبه‌بندی‌های بین‌المللی جایگاه برجسته‌ای دارد. در رتبه‌بندی QS برای سال ۲۰۲۵، این دانشگاه در رتبه ۱۷۵ جهانی قرار گرفته است.  همچنین، در رتبه‌بندی Times Higher Education (THE) برای سال ۲۰۲۵، UAB در رتبه ۱۹۹ جهانی قرار دارد. Times Higher Education (THE)
در رتبه‌بندی US News & World Report، دانشگاه خودگردان بارسلونا در رتبه ۱۳۳ جهانی قرار گرفته است. 
در سطح ملی، در رتبه‌بندی QS برای سال ۲۰۲۴، UAB به عنوان بهترین دانشگاه اسپانیا معرفی شده است.  همچنین، در رتبه‌بندی THE برای سال ۲۰۲۵، این دانشگاه به عنوان بین‌المللی‌ترین دانشگاه اسپانیا شناخته شده است. 
این رتبه‌بندی‌ها نشان‌دهنده کیفیت بالای آموزشی و پژوهشی دانشگاه خودگردان بارسلونا در سطح ملی و بین‌المللی است.  
UAB به دلیل رویکرد میان‌رشته‌ای، پژوهش‌محور و نوآورانه‌اش شهرت دارد و در رتبه‌بندی‌های جهانی در میان بهترین دانشگاه‌های اروپا قرار می‌گیرد. این دانشگاه بیش از ۸۰ رشته کارشناسی و صدها برنامه‌ی کارشناسی ارشد و دکتری را در زمینه‌های علوم انسانی، علوم اجتماعی، علوم طبیعی، پزشکی، مهندسی، آموزش، روان‌شناسی، و هنر ارائه می‌دهد.
پردیس اصلی دانشگاه در منطقه‌ی بلاترا واقع شده، که یک محیط سبز، آرام و آکادمیک با امکانات کامل دانشگاهی، خوابگاهی و پژوهشی است. UAB همکاری‌های بین‌المللی گسترده‌ای با دانشگاه‌ها و مؤسسات پژوهشی در سراسر جهان دارد، و پذیرای تعداد زیادی دانشجوی بین‌المللی است.
دانشگاه خودگردان بارسلونا (به کاتالان: Universitat Autònoma de Barcelona و به اسپانیایی: Universidad Autónoma de Barcelona) دانشگاهی دولتی-خودمختار در شهر بارسلونا واقع در ایالت کاتالونیا در شمال شرقی اسپانیا است. این دانشگاه در سال ۱۹۶۸ میلادی بنا گردید و در حال حاضر با در اختیار داشتن بیش از ۳۷ هزار دانشجو و ۳۲۰ استاد دانشگاه یکی از دانشگاه‌های مهم اسپانیا محسوب می‌گردد. ساختمان‌ها و مراکز علمی و تحقیقاتی دانشگاه UAB متشکل از ۸۱۰ مورد می‌باشد که اغلب آن‌ها در شهرک دانشجویی (کامپوس) بیاترا در بارسلونا قرار دارند هرچند که دارای مراکزی در شهرهای دیگر کاتالونیا مانند مانرسا و سردانیلا دل بایس می‌باشد.
دانشگاه خودگردان بارسلونا دارای ۷۷ رشته در مقطع کارشناسی، ۳۲۸ رشته در مقطع کارشناسی ارشد و ۹۰ برنامه دکتری می‌باشد.
رئیس این دانشگاه به حدی فاشیست هست که حتی در پیام تبریک سال تحصیلی جدید فقط از زبان کاتالون استفاده می‌کند ونه اسپانیایی.
https://www.instagram.com/reel/C_0I-K0tcls/?igsh=MWxtZzRlYnY3MThyNA== کاربرد زبان انگلیسی در این دانشگاه چیزی کمتر از پنج درصد هست.

## رده‌بندی جهانی
هرچند که رده بنده یا رنکینگ دانشگاه خودگردان بارسلونا در طول سال اندکی متغیر است، اما در ماه اوت ۲۰۱۵ میلادی دارای رده بنده ۱۸۰ در وبسایت Webometrics و رده‌بندی ۱۷۳ در وبسایت QS بوده است. رده‌بندی جهانی علوم مختلف دانشگاه خودگردان بارسلونا بنابر QS به صورت زیر است:
| گرایش‌های علوم         | رده‌بندی جهانی |
| --------------------- | ------------- |
| علوم اجتماعی و مدیریت | ۱۰۳           |
| علوم طبیعی            | ۱۱۱           |
| علوم پزشکی            | ۱۴۲           |
| علوم مهندسی و فناوری  | ۲۳۳           |
| هنر و انسانی          | ۱۲۶           |

## فارغ التحصیلان سرشناس
امید کوکبی، رافائل بنیتز و مانوئل واسکز از دانش آموختگان این دانشگاه هستند.